# 知的所有権の貿易関連の側面に関する協定
知的所有権の貿易関連の側面に関する協定（ちてきしょゆうけんのぼうえきかんれんのそくめんにかんするきょうてい、Agreement on Trade-Related Aspects of Intellectual Property Rights、通称TRIPS協定またはTRIPs協定）は、1994年に作成された世界貿易機関を設立するマラケシュ協定の一部（附属書1c）を成す知的財産に関する条約である。日本法においては、国会承認を経た「条約」であるWTO設立協定（日本国政府による法令番号は、平成6年条約第15号）の一部として扱われる。

## 経緯
1980年代以降、知的財産を伴う商品やサービスの国際的取引が増加した。その一方で、偽ブランド商品や海賊版CD等の流通が広まり、国際貿易に大きな損害を及ぼすようになり、知的財産権の保護の強化が必要とされるに至った。
これに対して、知的財産に関しては世界知的所有権機関 (WIPO) が存在し、WIPOが管理する1883年に作成された工業所有権の保護に関するパリ条約や1886年に作成された文学的及び美術的著作物の保護に関するベルヌ条約といった条約が古くから存在したものの、これらの条約は知的財産の保護について定めたものであって、権利行使（エンフォースメント）について定めた条約は存在しなかった。また、WIPOにおいては先進国と途上国との対立が激しくなり、WIPOが管理する既存の条約の改正による知的財産制度の国際的調和の実現は困難となった。
そこで、WIPOの枠組とは別に、国際貿易を取り扱うGATTウルグアイ・ラウンドにおいて行われた交渉の結果、この条約が成立するに至った。

## 条約の概要
- パリ条約やベルヌ条約といった知的財産に関する既存の条約の主要条項を遵守することを義務づけるとともに（たとえば第2条第1項、第9条第1項など）、特許権の存続期間など一部の事項については、これらの条約を上回る保護を求めている（パリ・プラス・アプローチ[2]、ベルヌ・プラス・アプローチ[3]）。
- 知的財産に関する既存の条約では内国民待遇のみが規定されていたが、TRIPS協定では、GATT及びWTO諸協定の例にならい最恵国待遇が定められている（第4条）[2]。
- 知的財産権の権利行使（エンフォースメント）について、条約として初めて規定している（第3部（第41-61条））。
- ある商品の品質や評価が、その地理的原産地に由来する場合に、その商品の原産地を特定する表示である地理的表示についても定めている（第22-24条）。

## 課題

### 生物多様性との関係
TRIPS協定は、生物多様性条約 (CBD) の成立後に作成されたが、生物多様性に関する規程は置かれていない。このため、TRIPS協定とCBDとの関係については、抵触はないとする先進国とTRIPS協定を改正して生物資源の出所開示要件を導入すべきとするインド、ブラジルなどの開発途上国との間で対立がある。

### 医薬品アクセス
TRIPS協定では医薬品特許制度の導入を義務付けている。
医薬品特許制度の存在により、開発途上国において医薬品の価格が高価になったり、自由に輸入できない状況が生じ、国内での後天性免疫不全症候群・マラリア・結核等の感染症の蔓延を招くとの指摘は、各方面からされている。
この問題については、TRIPS協定第31条が一定の場合に強制実施許諾をできる旨を定めているが、第31条 (f) は、強制実施許諾等について、「主として国内市場への供給のために許諾される」旨定めているため、医薬品の生産能力が不十分または無い国（主に後発開発途上国）にとっては、国内で強制実施許諾を設定しても無意味であり、他方、医薬品の生産能力を有する国が、自国において特許が付与された医薬品をこれら諸国への輸出のために生産することはTRIPS協定に違反することになるため、協定を遵守する限り、公衆衛生のための医薬品供給が妨げられることになった。
WTO発足後、この問題については、TRIPS理事会での検討を経て、2001年にドーハで開催された第4回閣僚会議においてTRIPS協定と公衆衛生に関する宣言 (Declaration On The Trips Agreement And Public Health) が採択された。
この決定の骨子は、外務省によると次のとおり。
2001年のドーハ閣僚宣言に基づき、医薬品を製造する能力のない途上国による特許の強制実施権の活用方法に関する具体的解決策については、2003年8月30日の一般理事会において「決定」を採択、TRIPS 協定第 31条 (f)(h) の義務の一時免除（ウェーバー）が認められ、強制実施権によって製造された医薬品を、製造能力のない途上国に輸出することが可能となった。その後、2005年11月14日の一般理事会において、「決定」の内容を TRIPS 協定第31条の2及び同付属書並びに付属書補遺に反映する協定改正議定書が、採択された。
このTRIPS 協定改正は、WTO加盟国の3分の2が受諾した場合に、受諾した国について発効することになっているが、作成後ほぼ5年後の2009年末の段階で25ヶ国+EUの状態であった。EUの受諾は同時にEU加盟国の受諾となるので、それを算入（この時点でEUは27ヶ国）しても受諾が53で発効に必要な数の半分程度であった。
そのため当初の受諾期限は2007年12月1日（協定改正議定書パラ3）であったが、5回にわたり延長され、2017年12月31日となっていたところ、改正は下記のように2017年1月23日に発効したが、なお未受諾の加盟国のために（当初からの通算で9回目）の延長が行われ、現在の受諾期限は、2025年12月31日となっている。
受諾国は、毎年徐々に増加し、2017年1月23日に改正の発効に必要な全加盟国の3分の2の受諾があり、同日改正が発効した。